# Polydelphis
 Polydelphis  ist eine Gattung der Spulwürmer (Ascaridida), deren Vertreter als Parasiten bei Schlangen und Echsen auftreten.

## Merkmale
Zwischenlippen (Interlabia) fehlen. Die Geschlechtsorgane beider Geschlechter sind sowohl im vorderen als auch hinteren Körperbereich zu finden. Weibchen haben vier Uterusäste, was sie von allen anderen Angusticaecinae unterscheidet.

## Systematik
Zur Gattung gehören folgende Arten:
- Polydelphis anguinea Wu & Hu, 1938
- Polydelphis anoura Dujardin, 1845
- Polydelphis attenuata Molin, 1858
- Polydelphis brachycheilos von Linstow, 1906
- Polydelphis hexametra Gedoelst, 1916
- Polydelphis najae Mosgovoy, 1951
- Polydelphis oculata Linstow, 1899
- Polydelphis quadricornis Wedl, 1861
- Polydelphis sewelli Baylis & Daubney, 1922